# توماس فاولر (مخترع)
توماس فولر (1777 في ديفون الشمالية - 13 مارس 1843) كان مخترع وعالم رياضيات من ديفون في إنجلترا.
حصل عام 1828 على براءة اختراع أحدث نظام للتدفئة المركزية. أصبح عام 1830 مدير بنك. اخترع عام 1840 آلة حاسبة خشبية. 